# Campeonato de Portugal 1935
Il Campeonato de Portugal 1935 fu la quattordicesima edizione del Campeonato de Portugal, torneo antenato della Coppa di Portogallo. La squadra vincitrice fu per la terza volta il Benfica che riuscì a battere in finale nel derby di Lisbona lo Sporting per 2-1.

## Partecipanti
- Algarve:  Olhanense
- Coimbra:  Académica
- Lisbona:  Benfica,  União de Lisbona,  Sporting Lisbona,  Carcavelinhos FC,  Belenenses
- Madera:  Nacional
- Porto:  Porto,  Boavista,  Salgueiros,  Leixões,  Académico
- Setúbal:  Vitória Setúbal,  Barreirense

## Primo Turno
|                  | Risultato |                  | Andata | Ritorno |  |
| ---------------- | --------- | ---------------- | ------ | ------- |  |
| União de Lisbona | 6 - 3     | Académica        | 4 - 2  | 2 - 1   |  |
| Benfica          | 14 - 5    | Boavista         | 8 - 3  | 6 - 2   |  |
| Salgueiros       | 1 - 7     | Vitória Setúbal  | 1 - 2  | 0 - 5   |  |
| Olhanense        | 6 - 13    | Porto            | 4 - 4  | 2 - 9   |  |
| Leixões          | 3 - 5     | Sporting Lisbona | 2 - 1  | 1 - 4   |  |
| Belenenses       | 5 - 0     | Barreirense      | 4 - 0  | 1 - 0   |  |
| Carcavelinhos FC | 5 - 4     | Académico        | 3 - 2  | 2 - 2   |  |

## Quarti di finale
|                  | Risultato |                  | Andata | Ritorno | Spareggio |  |
| ---------------- | --------- | ---------------- | ------ | ------- | --------- |  |
| União de Lisbona | 3 - 3     | Carcavelinhos FC | 3 - 2  | 0 - 1   | 0 - 1     |  |
| Sporting Lisbona | 16 - 5    | Nacional         | 7 - 2  | 9 - 3   |           |  |
| Benfica          | 3 - 1     | Belenenses       | 1 - 0  | 2 - 1   |           |  |
| Porto            | 4 - 2     | Vitória Setúbal  | 4 - 1  | 0 - 1   |           |  |

## Semifinali
|                  | Risultato |                  | Andata | Ritorno |  |
| ---------------- | --------- | ---------------- | ------ | ------- |  |
| Sporting Lisbona | 4 - 0     | Porto            | 4 - 0  | 0 - 0   |  |
| Benfica          | 6 - 5     | Carcavelinhos FC | 4 - 2  | 2 - 3   |  |

## Finale
| Arbitro: | António de Carvalho |

|                               |           |            |
| António Lucas 45’ Valadas 55’ | Marcatori | 41’ Soeiro |